# Biophidina obscura
Biophidina obscura es una especie de coleóptero de la familia Scraptiidae.

## Distribución geográfica
Habita en el Kilimanjaro (Tanzania).